# Astrephomene
Astrephomene  (лат.) — род зелёных водорослей  семейства Гониевых (Goniaceae) порядка Хламидомонадовых (Chlamydomonadales).

## Описание
Ценобии яйцевидной или субсферической формы, содержащие 32, 64 (в основном) или 128 клеток, расположенных радиально по периферии студенистого матрикса. Содержат от двух до нескольких соматических клеток небольшого размера (рулевые клетки) в задней части. Клетки почти сферические до почковидной формы, каждая содержит два жгутика равной длины, стигму, количество сокращающихся вакуолей 3—5, массивный чашевидный хлоропласт без пиреноидов или они располагаются по краю. Стигмы в клетках передней части крупнее, чем клетки в заднем части. Каждый протопласт окаймлён студенистой оболочкой и конститутивные клетки прикреплены или соединены слиянием или контактированием этих оболочек, образуя ценобий с полостью внутри. Клетки могут соединяться при помощи цитоплазматических мостиков. Бесполое размножение путём самообразования, каждая половая клетка ценобия делясь, успешно формирует дочерный ценобий без цикла инверсии. Половое размножение — изогамия или анизогамия, гомоталлизм или гетероталлизм; зрелая зигота сферическая, с толстой коричневатой стенкой, иногда волнистой снаружи; прорастающая зигота обычно продуцирует простую зооспору, которая развивается в сферическуий ценобий, как и при бесполом размножении.
Питание — фото- или хемоорганотрофное.
Так как в его жизненном цикле отсутствует стадия инверсии, специфичная для вольвоксовых, род был отнесён к новому семейству. Первоначально был описан вид Astrephomene gubernaculifera, позже Astrephomene perforata. Два вида отличаются характеристиками студенистого матрикса, пиреноида и количеством соматических клеток.

## Распространение
Является редким родом, обитает в пресной, богатой органикой воде.

## Классификация
Согласно базе данных AlgaeBase род охватывает следующие виды: 
- Astrephomene gubernaculifera Pocock, 1954
- Astrephomene perforata Nozaki, 1983

Ранее род относился к семейству Astrephomenaceae порядка Chlamydomonadales.